# Jakob Philippi
Jakob Philippi (* vor 1456 (erstmals in Paris erwähnt); † nach 1494 in Basel) war ein Kleriker und Theologe.
Jakob Philippi stammte aus Kirchhofen bei Freiburg. Er studierte an der Universität Paris und erwarb dort 1457 den Magister Artium. Ab 1462 studierte er Theologie an der Universität Basel. 1465 beteiligte er sich an der Ausarbeitung der Statuten der 1460 gegründeten Hochschule. 1466–1468 war er Kaplan der natio anglicana in Paris. In Basel wurde er 1470 Leutpriester an der Martinskirche und 1488 an der Peterskirche. 1491–1492 wirkte er als Leutpriester am Basler Münster. Philippi verfasste auch verschiedene theologische Traktate.